# Walter Joel Martínez
Walter Joel Martínez Betanco (Tegucigalpa, Departamento de Francisco Morazán, Honduras; 26 de marzo de 1991) es un futbolista hondureño. Juega como interior izquierdo y su equipo actual es el Motagua de la Liga Nacional de Honduras.

## Trayectoria

### Necaxa
Walter comenzó su trayectoria profesional con el Necaxa en 2011. Debutó en Liga Nacional bajo las órdenes del brasileño Denilson Costa, el 20 de marzo, durante la goleada de Necaxa por 4 a 0 sobre el Deportes Savio, en el Estadio Marcelo Tinoco de Danlí. En el Torneo Apertura 2011, con la llegada de Jorge Ernesto Pineda a la dirección técnica de Necaxa, Martínez comenzó a proyectarse como uno de los principales prospectos del club. Así, el 22 de enero de 2012 en el Estadio Fausto Flores Lagos de Choluteca, convirtió su primera anotación en la victoria por 2 a 1 contra el mismo Deportes Savio.

### Real España
En junio de 2012, en medio de incertidumbre debido a la novatez de Martínez, Real España efectuó su traspaso luego de largas negociaciones con el brasileño Otavio Santana (representante del jugador en aquel momento). En el cuadro aurinegro nunca entró en los planes del entrenador José de la Paz Herrera, aunque —con la llegada de Nahúm Espinoza al banquillo del club— alcanzó a debutar el 16 de noviembre en la derrota por 1 a 4 contra Motagua en el Estadio Olímpico Metropolitano de San Pedro Sula. Para el siguiente torneo, José Treviño anunció que Walter Martínez no entraba en sus planes.

#### Cesión al Vida
En enero de 2013, como petición expresa de Jorge Ernesto Pineda (técnico que lo dirigió en Necaxa), se concretó su cesión al Club Deportivo Vida. Realizó su debut el 20 de enero, durante la derrota como local de 0 a 2 contra el Olimpia, siendo sustituido al minuto 63 por Néstor Martínez. Su primer gol con el Vida lo anotó el 23 de febrero de 2013, en el empate con Marathón de 1 a 1, en cancha del Estadio Yankel Rosenthal. Marcó 4 goles en 35 juegos disputados en su estancia con el club ceibeño.

### Marathón
A mediados de 2015, en medio de una crisis económica y deportiva dentro del Marathón, se confirmó su fichaje por el cuadro verdolaga. Debutó el 30 de septiembre durante un clásico nacional contra Olimpia disputado en el Estadio Nacional de Tegucigalpa, mismo que finalizó con derrota de 1 a 4. Durante la temporada 2016-17 terminó convirtiéndose en una de las máximas figuras tanto del Marathón como de la Liga Nacional. Además, fue pieza fundamental para que Marathón se consagrara campeón de la Copa de Honduras en la edición 2017.

### Motagua
El 23 de mayo de 2017, luego de constantes especulaciones, se anunció su traspaso por dos años al Motagua, club que pagó 100.000 dólares por su ficha.

## Selección nacional
El 18 de mayo de 2017 fue convocado por Jorge Luis Pinto a la Selección de fútbol de Honduras para un duelo amistoso contra El Salvador en Washington D. C..

## Estadísticas
| Club | Temporada           | Liga  | Liga  | Copas Nacionales(1) | Copas Nacionales(1) | Copas Internacionales(2) | Copas Internacionales(2) | Total | Total |
| Club | Temporada           | Part. | Goles | Part.               | Goles               | Part.                    | Goles                    | Part. | Goles |
| --- | ------------------- | ----- | ----- | ------------------- | ------------------- | ------------------------ | ------------------------ | ----- | ----- |
| C. D. Necaxa Honduras |                     |       |       |                     |                     |                          |                          |       |       |
| 2010-11 | 2                   | 0     | -     | -                   | -                   | -                        | 2                        | 0     |       |
| 2011-12 | 17                  | 2     | -     | -                   | -                   | -                        | 17                       | 2     |       |
| Total | 19                  | 2     | 0     | 0                   | 0                   | 0                        | 19                       | 2     |       |
| Real C. D. España Honduras |                     |       |       |                     |                     |                          |                          |       |       |
| 2012-13 | 2                   | 0     | -     | -                   | -                   | -                        | 2                        | 0     |       |
| Total | 2                   | 0     | 0     | 0                   | 0                   | 0                        | 2                        | 0     |       |
| C. D. S. Vida Honduras |                     |       |       |                     |                     |                          |                          |       |       |
| 2012-13 | 15                  | 3     | -     | -                   | -                   | -                        | 15                       | 3     |       |
| 2013-14 | 14                  | 1     | -     | -                   | -                   | -                        | 14                       | 1     |       |
| 2014-15 | 6                   | 0     | -     | -                   | -                   | -                        | 6                        | 0     |       |
| Total | 35                  | 4     | 0     | 0                   | 0                   | 0                        | 35                       | 4     |       |
| C. D. Marathón Honduras |                     |       |       |                     |                     |                          |                          |       |       |
| 2015-16 | 37                  | 4     | -     | -                   | -                   | -                        | 37                       | 4     |       |
| 2016-17 | 31                  | 8     | -     | -                   | -                   | -                        | 31                       | 8     |       |
| Total | 68                  | 12    | 0     | 0                   | 0                   | 0                        | 68                       | 12    |       |
| F. C. Motagua Honduras |                     |       |       |                     |                     |                          |                          |       |       |
| 2016-17 | -                   | -     | 1     | 0                   | -                   | -                        | 1                        | 0     |       |
| 2017-18 | 36                  | 8     | -     | -                   | 10                  | 1                        | 46                       | 9     |       |
| 2018-19 | 33                  | 1     | -     | -                   | 8                   | 0                        | 41                       | 1     |       |
| 2019-20 | 30                  | 0     | -     | -                   | 0                   | 0                        | 30                       | 0     |       |
| 2020-21 | 36                  | 4     | -     | -                   | 5                   | 0                        | 51                       | 4     |       |
| 2021-22 | 18                  | 3     | -     | -                   | 2                   | 0                        | 20                       | 3     |       |
| 2022-23 | 37                  | 2     | -     | -                   | 6                   | 0                        | 43                       | 2     |       |
| 2023-24 | 42                  | 5     | -     | -                   | 12                  | 0                        | 44                       | 5     |       |
| 2024-25 | 31                  | 1     | -     | -                   | 6                   | 0                        | 37                       | 1     |       |
| Total | 263                 | 24    | 1     | 0                   | 49                  | 1                        | 315                      | 25    |       |
| Total en su carrera | Total en su carrera | 387   | 42    | 1                   | 0                   | 49                       | 1                        | 437   | 43    |
| (1)Incluye datos de la Supercopa de Honduras (2017). (2)Incluye datos de la Liga de Campeones de la Concacaf (2018-22) y Liga Concacaf (2018-21). |                     |       |       |                     |                     |                          |                          |       |       |

## Palmarés

### Campeonatos nacionales
| Título                | Club          | País     | Año  |
| --------------------- | ------------- | -------- | ---- |
| Supercopa de Honduras | F. C. Motagua | Honduras | 2017 |
| Torneo Apertura       | F. C. Motagua | Honduras | 2018 |
| Torneo Clausura       | F. C. Motagua | Honduras | 2019 |
| Torneo Clausura       | F. C. Motagua | Honduras | 2022 |